# Демиров, Пётр Петрович
Пётр Петрович Демиров вариант фамилии Димиров (1853, Слепцовская — не раньше 1916) — учитель, депутат Государственной думы I созыва  от войскового сословия Терской области

## Биография
Русский по национальности, православный, казак по происхождению. Окончил народное училище, сдал экзамен на народного учителя. С начала XX века служил конторщиком на нефтяных промыслах в городе Грозный. Занимался сельским хозяйством и пчеловодством в станице Семитовской. Противник уничтожения казачьего сословия. Беспартийный.
18 мая 1906 избран в Государственную думуI созыва  от съезда уполномоченных от казачьих станиц. Ни к одной из фракций не примкнул. В  думских комиссиях не работал.
Дальнейшая судьба и дата смерти неизвестны.